# Gu Cheng
Gu Cheng (chinesisch 顧城 / 顾城, Pinyin Gùchéng; * 24. September 1956 in Peking; † 8. Oktober 1993 in Auckland) war ein chinesischer Dichter, Essayist und Romanautor. Er war Mitglied der „Verklärten Poeten“ (朦朧詩 / 朦胧诗,  Ménglóng Shī, englisch Misty Poets – „Obskure Lyrik, Menglong-Lyrik, hermetische Dichtung“), einer chinesischen Gruppe aus Poeten der Moderne.

## Leben
Gu Chengs Kindheit war durch seinen Vater Gu Gong, einem berühmten Kuomintang-Mitglied und Armee-Poeten, privilegiert. Im Alter von 12 Jahren wurde seine Familie während der Kulturrevolution zur Umerziehung nach Shandong geschickt, wo sie Schweine züchteten. Aufgrund dessen behauptet Gu, dass er die Poesie direkt aus der Natur erlernt habe.
In den späten 1970ern schrieb Gu für die Zeitschrift „Heute“ (今天,  Jīntiān), aus welcher die Literaten-Bewegung der „Ménglóng“ (chinesisch 朦朧 / 朦朧 – „nebelig, verklärt, verworren“) entstammt. Er wurde durch Übersetzungen international bekannt und bereiste mit seiner Frau, der Lyrikerin Xie Ye, Deutschland und andere Länder. Sie ließen sich 1987 in Auckland/Neuseeland nieder, wo Gu Chinesisch an der Universität Auckland unterrichtete. Im Jahr 1993 griff Gu seine Frau mit einer Axt an, bevor er sich selbst erhängte. Sie erlag ihren Verletzungen im Krankenhaus.

## Diverses
- Gu trug des Öfteren ein abgeschnittenes Hosenbein als Hut.
- Im Alter von drei Jahren erfand er seine eigene Sprache, die er niemand anderem beibrachte.

## Zitat
Dark nights gave me these dark eyes, but I shall use them to seek the light.
(Die schwarze Nacht gab mir diese schwarzen Augen. Aber ich nutze sie, um nach dem Licht zu suchen.)